# لاسیدیپین
لاسیدیپین (انگلیسی: Lacidipine) یک داروی مسدود کننده کانال کلسیم است. این دارو به صورت قرص حاوی ۲ یا ۶ میلی‌گرم در دسترس است.